# El río que nos lleva
El río que nos lleva es una novela de José Luis Sampedro, editada en 1961. En ella, el escritor rinde homenaje a los gancheros del río Tajo en su labor de transportar la maderada río abajo, desde la Serranía Ibérica, en Guadalajara, hacia los barrancos, hitas y parameras de La Alcarria, desembocando finalmente en la vega de Aranjuez, ya en la provincia de Madrid.

## Claves del argumento y recorrido geográfico
La acción -situada en España en la década de 1940- se inicia cerca del pueblo de Zaorejas. En los caminos que llevan a él se van a encontrar los tres protagonistas de la novela: "Todo estaba dispuesto, aunque nadie lo supiera, porque la vida no avisa..." Con esta sentencia inicia Sampedro la novela.

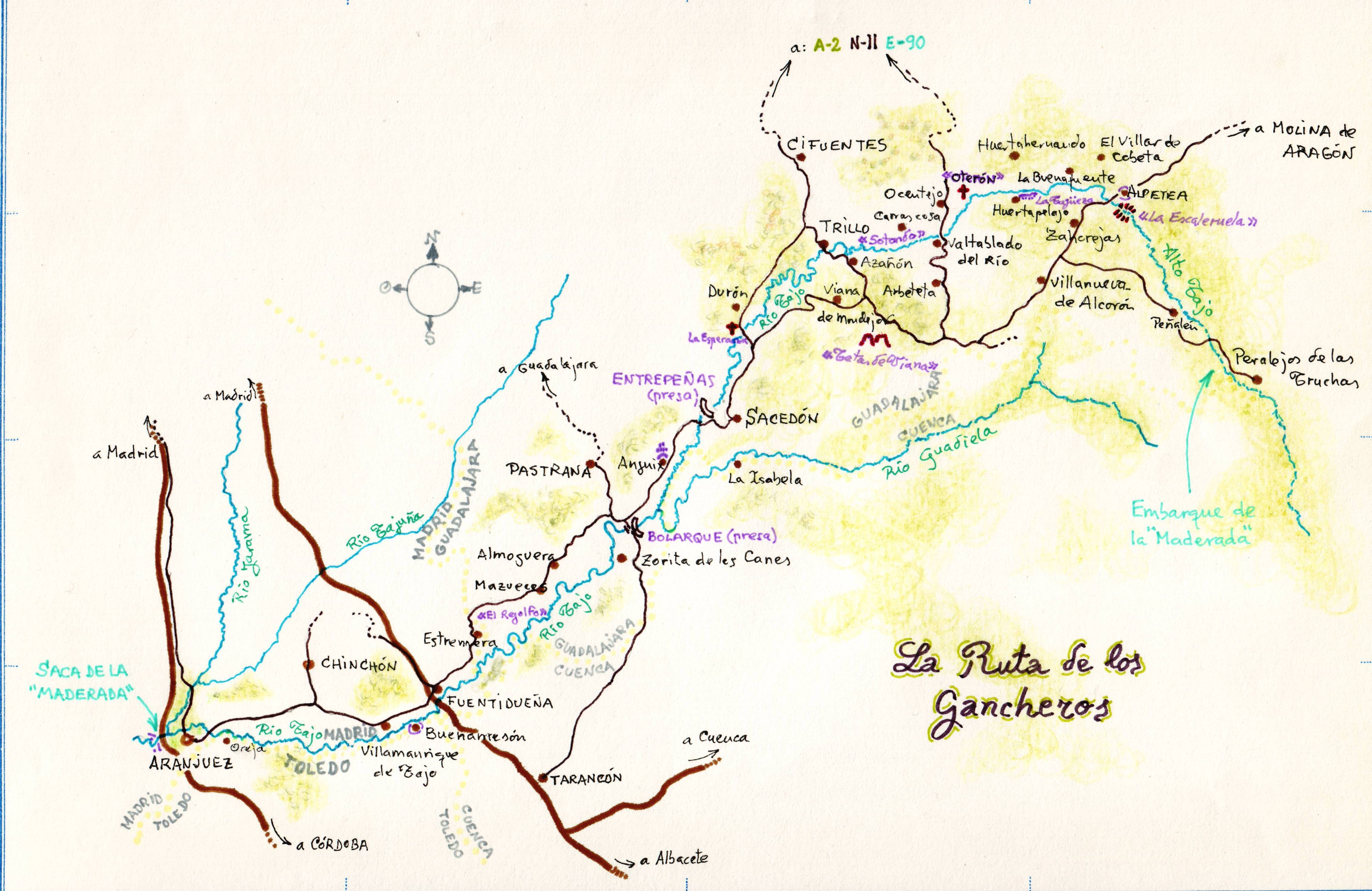
Recorrido de la maderada trazado por Sampedro en su novela.

### Protagonistas
- Roy Shannon, irlandés de 32 años, excombatiente de la Segunda Guerra Mundial. Vagabundo circunstancial en España huyendo de "asesinos de uniforme orgullosos de sus bombas".[6]
- Paula, "una mujer envuelta en sombra"; la mujer que focalizará todo el relato.[7]
- El Americano, capataz de los gancheros, en un tiempo emigrante en el Nuevo Mundo; eje del triángulo emocional que centra la trama.

### Estructura
Presentados los protagonistas, Sampedro organiza la novela —según él mismo explica— a partir de tres exagramas del Libro de las Mutaciones: 
- KAN es la montaña, la simiente, la puerta que se abre, el ave de negro pico, el árbol recio y nudoso. Es el Noroeste, es el Invierno.
- TCHAN es el dragón, el violento, el camino real, el amarillo, el fuerte y el lujurioso, el bambú joven, el tambor. Es el Noroeste, trae la Primavera.
- LI es el relámpago, el fuego, el sol ardiente, la lanza, la sequedad, el galope, el puñal, al alacrán. Es el Este, hacia el Verano.

### Escenario
Siguiendo el accidentado cauce del Tajo, El río que nos lleva, tomando un ritmo narrativo que la aventura acerca a algunas obras de Jack London, transporta la "maderada" y a los gancheros que la conducen por los parajes de Alpetea, Huertahernando, Huertapelayo, Valtablado del Río y Ocentejo; en el curso del alto Tajo. Entra luego la novela en paisajes alcarreños dejando en sus orillas pueblos con ecos de la ‘España profunda’ de Cela, como Carrascosa, Trillo, Viana y Zorita de los Canes, o espacios naturales como Entrepeñas y el tajo de Anguix. Novela y río fluyen luego hacia su desenlace final por los sotos de Mazuecos, Fuentidueña y Buenamesón, hasta el Real Sitio de Aranjuez. Entre tanto, por sus páginas se ha ido hilando la trama, entre la "naturaleza solidaria" y la herida incurable de "las dos Españas".

## Adaptaciones

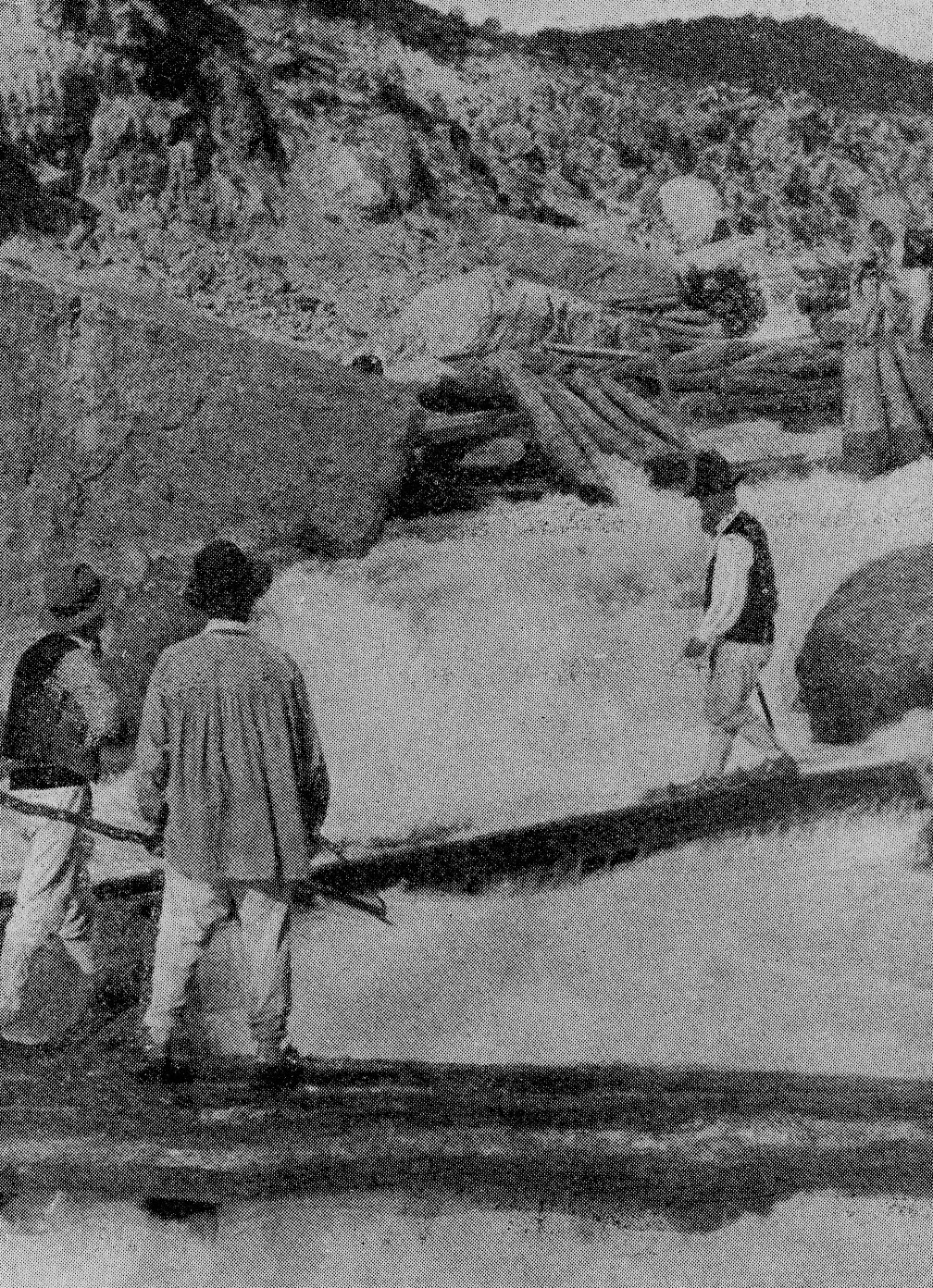
Gancheros preparados para encauzar las piezas (archivo documental de J.Larrañaga).

- El río que nos lleva (1989), película dirigida por Antonio del Real[10]
Con guion de Antonio Larreta supervisado por el propio Sampedro y Del Real; música de Carles Cases y Lluis Llach, y fotografía de Federico Ribes.
En el reparto principal: Alfredo Landa: el Americano; Toni Peck, hijo de Gregory Peck, interpretando al irlandés Shannon; Eulalia Ramón es Paula; Santiago Ramos: Dámaso; Fernando Fernán Gómez que dio vida a don Ángel; Antonio Gamero: Cacholo; Concha Cuetos: Cándida; Ovidi Montllor fue Cuatro dedos; Mario Pardo: Seco; y Juanjo Artero como el Rubio.[11]
La versión cinematográfica de El río que nos lleva fue galardonada en diez festivales internacionales y, en 1990, recibió el Premio al Mejor Director, que concede la ADIRCAE (Asamblea de Directores, Realizadores Cinematográficos y Audiovisuales Españoles). También fue declarada de interés por la UNESCO.[12]

## Reconocimientos
En 1991, Sampedro fue nombrado Hijo Adoptivo de Guadalajara.